# Nachal Pora
Nachal Pora (hebrejsky נחל פורה) je vádí v severní části Negevské pouště, v jižním Izraeli.
Začíná v nadmořské výšce přes 250 metrů východně od vesnice Bejt Kama. Směřuje pak k severozápadu mírně zvlněnou a prakticky neosídlenou pouštní krajinou. Od pahorku Tel Milcha sleduje z východu železniční trať Tel Aviv-Beerševa. Potom ji podchází a vede podél dálnice číslo 40. Nachází se tu přírodní rezervace Churvat Pora. Přes vádí zde vede starý most původní železnice postavené Turky do Beerševy. U pahorku Tel Nagila ústí vádí zprava do toku Nachal Šikma.